# Aitor Zulaika
Aitor Zulaika Aranguren (Azpeitia, Guipúzcoa, 26 de marzo de 1978) es un entrenador de fútbol español que actualmente entrena al Sporting Atlético de Gijón.

## Trayectoria deportiva
Como entrenador da sus primeros pasos en las categorías inferiores de la Real Sociedad.
En la temporada 2014-15, el técnico azpeitiano llegó al banquillo del Real Unión Club en calidad de cedido por la Real Sociedad por dos temporadas. En su primera temporada fue capaz de clasificar al equipo en cuarta posición del Grupo II de la Segunda División B y clasificarlo para los play-offs de ascenso. En el playoff, el Real Unión se cruzó con el UCAM Murcia CF, empatando a cero tanto en Irún como en los 90 minutos disputados en tierras murcianas. No obstante, un gol en la prórroga truncó el sueño del conjunto irundarra.
El 16 de abril de 2015, lograría la Copa Federación, donde fue superando eliminatorias hasta plantarse en la final ante el CD Castellón, al que superó con un balance de 4-0 en la eliminatoria.
En la temporada 2015-16, no lograría clasificarse para los play-offs de ascenso, pese a estar durante buena parte de la temporada en puestos de promoción de ascenso.
Tras comenzar a diseñar la temporada 2016-17 en las filas del conjunto unionista, Aitor fue reclamado por Imanol Alguacil para ser segundo entrenador de la Real Sociedad B de Segunda División B y sería sustituido por Asier Santana.
Durante la temporada 2017-18, a partir de la jornada 31, tuvo que hacerse cargo de la Real Sociedad B, tras subir a Imanol Alguacil para dirigir al primer equipo donostiarra. Aitor lograría mantener el tercer puesto del Sanse en la clasificación, sino que durante varios minutos de la última jornada el equipo llegó a ser primero. Luego, en el playoff, el Sanse fue eliminado en la prórroga frente al CF Fuenlabrada pese a empatar los dos partidos (0-0 en la ida y 1-1 en Zubieta).
En la temporada 2018-19, Zulaika comenzó de nuevo como segundo de Imanol Alguacil, pero en enero de 2019 tuvo que hacerse cargo del filial tras volver a subir Imanol al primer equipo. Cogió al equipo undécimo en la jornada 19 y lograría mantenerlo en la categoría de bronce.
En la temporada 2019-20, ayudaría al director deportivo Roberto Olabe a labores de despacho dentro de la Real Sociedad y también sería segundo entrenador de Xabi Alonso en la Real Sociedad B.
El 1 de junio de 2020, firma como entrenador del Real Unión Club de la Segunda División B de España. Al término de la temporada 2020-21, lograría clasificarlo para la Primera División RFEF 2021-22.
El 4 de diciembre de 2022, sería destituido como entrenador del Real Unión Club, tras dos temporadas y media en el club irrundara.
En julio de 2023 ficha como entrenador del Sporting Atlético, comprometiéndose con el equipo asturiano por una temporada, prorrogable en función de objetivos.

## Trayectoria como entrenador
| Club                             | País   | Año       |
| -------------------------------- | ------ | --------- |
| Real Unión Club                  | España | 2014-2016 |
| Real Sociedad B (2º Entrenador)  | España | 2016-2018 |
| Real Sociedad B                  | España | 2018      |
| Real Sociedad C (2.º Entrenador) | España | 2018      |
| Real Sociedad B                  | España | 2019      |
| Real Sociedad B (2.º Entrenador) | España | 2019-2020 |
| Real Unión Club                  | España | 2020-2022 |
| Sporting Atlético                | España | 2023-     |